# آلدو چونینی
آلدو چونینی (به ایتالیایی: Aldo Cevenini) بازیکن فوتبال اهل ایتالیا است.

## تیم ملی
از سال ۱۹۱۰ میلادی عضو تیم ملی فوتبال ایتالیا بوده و در ۱۱ بازی ملی حضور داشته‌است. او در بازی‌های ملی‌اش ۳ گل به ثمر رساند.
آلدو چونینی آخرین بازی ملی خود را در سال ۱۹۱۵ میلادی انجام داد.